# Turbolya
A turbolya (Anthriscus) egy, a zellerfélék (Apiaceae) családjába tartozó növénynemzetség 13 fajjal, melyek közül 7 fordul elő Európában ebből 4 Magyarországon. Évelők vagy egynyáriak.

## Elterjedés
Fajai Európában és Ázsia mérsékelt övi részein fordulnak elő.

## Jellemzők
Üreges száruk elágazó, virágzatuk csúcsálló összetett ernyő, a gallérlevelek hiányoznak, a legvégső ernyőcskék gallérkalevelei megvannak, szélük pillás. A virágok fehérek, vagy zöldes színűek, szórt állású leveleik két- vagy háromszorosan összetettek. A turbolya fajok a bakszakállbagoly (Amphipyra tragopoginis) nevű lepkefaj hernyóinak tápláléknövényei.

## Felhasználása
Az illatos turbolya a francia konyha kedvelt fűszernövénye tavaszi salátákhoz, húslevesekhez, vadasételekhez (ezekhez a gyenge, még virágtalan növényeket gyűjtik, ugyanis az idősebbek – akárcsak más fajoknál – a kor előrehaladtával gyakran megkeserednek).
A turbolya korábban hazánkban is nagyobb népszerűségnek örvendett. A korabeli tudósítások szerint 1886-ban Békéscsabán, Südy István gyógyszerésznél bárki vehetett magának turbolyaszörpöt és cukorkát, melyeket tüdő- és mellbajra, makacs görcsös köhögés, szamárhurut, nátha, láz és nehéz légzés ellen alkalmaztak.

## Fajok
- Zamatos turbolya (A. cerefolium)
- Borzas turbolya (A. caucalis)
- Erdei turbolya (A. sylvestris)
- Havasi turbolya (A. nitidus)
- Anthriscus abortiva Jord.
- Anthriscus neglecta
- Anthriscus nemorosa (M. Bieb.) Spreng
- Anthriscus sativa Bess.
- Anthriscus tuberculata Spreng.
- Anthriscus vulgaris Bernh.